# .by
.by je národní doména nejvyššího řádu pro Bělorusko. Doménu spravuje Státní centrum bezpečnosti informací při Prezidentovi republiky Bělorusko (Государственный центр безопасности информации при Президенте Республики Беларусь). Kódové označení „by“ pochází z alternativního způsobu transkripce názvu Bělorusko do angličtiny v podobě Byelorussia, která se užívala v době, kdy bylo Bělorusko součástí Sovětského svazu.

## Registrace
Státní centrum bezpečnosti informací při Prezidentovi republiky Bělorusko (SCBI) umožní registraci domény druhé úrovně jakékoliv osobě sídlící v Bělorusku. Některé domény třetí úrovně (např. bar.gov.by či foo.mil.by) jsou nabízeny pouze příslušným vládním organizacím. Název pro doménu druhé úrovně nesmí kolidovat s již existujícími doménami či s obecně známými názvy obchodních společností. Výraz musí obsahovat alespoň dva znaky latinky a nesmí začínat ani končit spojovníkem (-). SCBI rovněž může odmítnout registraci domén, která by obsahovala vulgární či nezákonná slova a výrazy.